# Ibirataia (kommun)
Ibirataia är en kommun i Brasilien.   Den ligger i delstaten Bahia, i den östra delen av landet, 900 km öster om huvudstaden Brasília. Antalet invånare är 18 946.
Följande samhällen finns i Ibirataia:
- Ibirataia

I omgivningarna runt Ibirataia växer i huvudsak städsegrön lövskog. Runt Ibirataia är det ganska tätbefolkat, med 52 invånare per kvadratkilometer.